# Sagrado Corazón (álbum de Doctor Krápula)
Sagrado corazón es el cuarto álbum de estudio del grupo colombiano de rock mestizo Doctor Krápula. Fue publicado en el año 2008.

## Lista de canciones
| N.º   | Título                     | Duración |  |
| 1.    | «Luchando voy»             | 3:17     |  |
| 2.    | «Vida»                     | 2:56     |  |
| 3.    | «Ilegal»                   | 2:59     |  |
| 4.    | «Bam»                      | 4:26     |  |
| 5.    | «Mister danger»            | 3:17     |  |
| 6.    | «Tiempo locura»            | 3:09     |  |
| 7.    | «Espíritu del viento»      | 4:12     |  |
| 8.    | «Activación»               | 3:01     |  |
| 9.    | «Más vale tarde que nunca» | 3:44     |  |
| 10.   | «Amar abierto»             | 3:05     |  |
| 11.   | «Resiste»                  | 3:13     |  |
| 12.   | «Mi gente»                 | 3:19     |  |
| 13.   | «Poco a poco»              | 3:04     |  |
| 43:37 |                            |          |  |